# كلوديا باسولس
كلوديا باسولس (بالإسبانية: Claudia Bassols)‏ هي ممثلة إسبانية، ولدت في 3 أكتوبر 1979 ببرشلونة في إسبانيا.

## وصلات خارجية
- كلوديا باسولس على موقع IMDb (الإنجليزية)
- كلوديا باسولس على موقع ألو سيني (الفرنسية)
- كلوديا باسولس على موقع أول موفي (الإنجليزية)
- كلوديا باسولس على موقع قاعدة بيانات الفيلم (الإنجليزية)
- كلوديا باسولس على موقع كينوبويسك (الروسية)